# Versoix
Versoix este o localitate în cantonul Geneva, Elveția.
Aici s-a stabilit regele Mihai I al României, începând cu anul 1956, după ce a fost exilat în 1947 de către regimul comunist, ca urmare a unei lovituri de stat (în prima parte a exilului, Regele a locuit în Anglia, călătorind, pentru scurt timp, și în SUA).

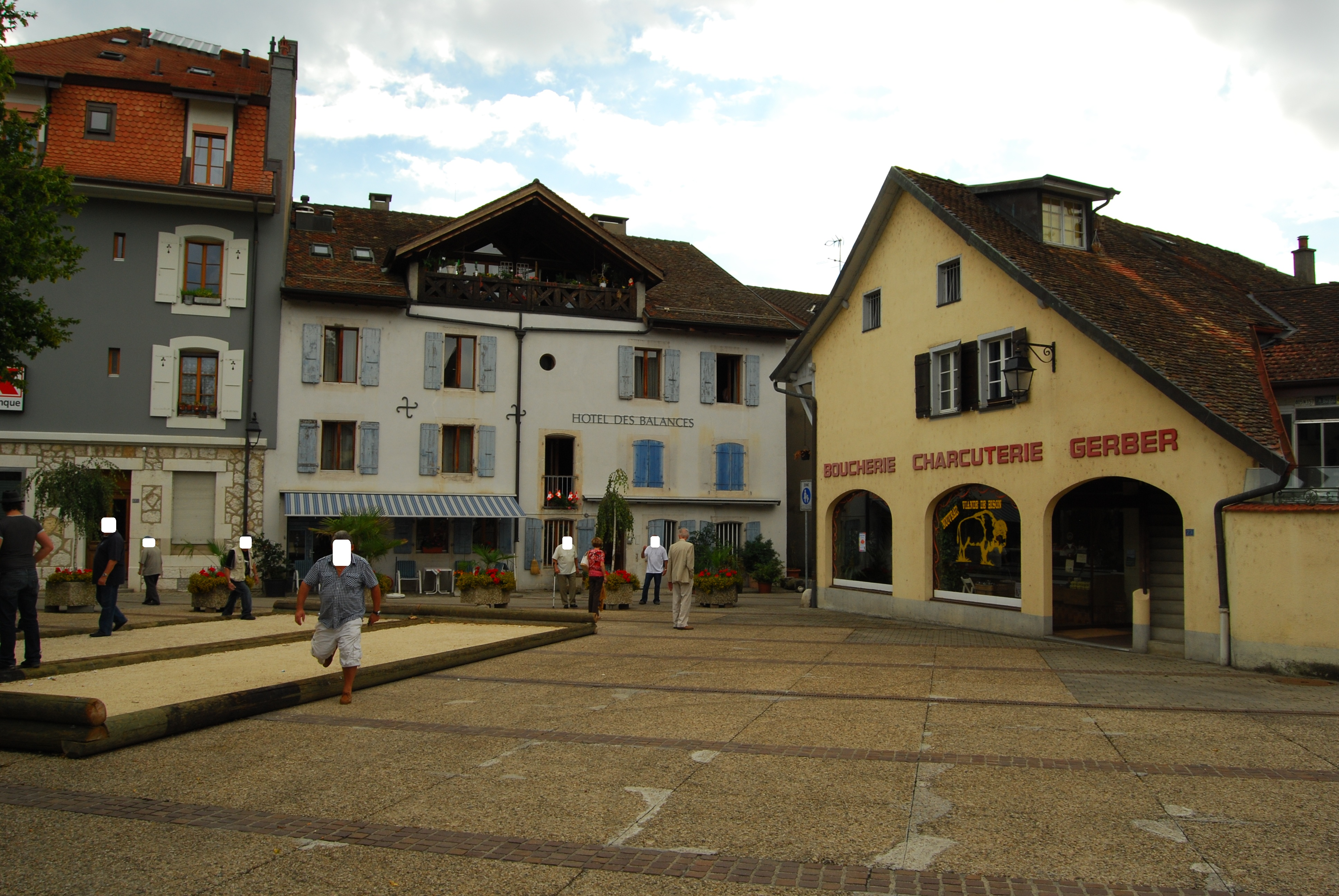
Versoix